# Charinus eleonorae
Charinus eleonorae är en spindeldjursart som beskrevs av Baptista och Giupponi 2003. Charinus eleonorae ingår i släktet Charinus och familjen Charinidae. Inga underarter finns listade i Catalogue of Life.